# Arctic Bay
Arctic Bay es una aldea canadiense situada en el territorio de Nunavut.

## Superficie
Arctic Bay tiene una superficie de 245,16 km².

## Demografía
En 2021, tenía 994 habitantes, una densidad poblacional de 4,1 hab./km², y 239 viviendas.